# Joseph Fahey
Joseph Fahey (* 8. Januar 1940) ist ein US-amerikanischer römisch-katholischer Theologe.

## Leben
Fahey studierte römisch-katholische Theologie an der New York University und am Maryknoll College. Er unterrichtet als Hochschullehrer römisch-katholische Theologie am Manhattan College. Der US-amerikanische Ableger der Organisation Pax Christi wurde von ihm mitgegründet. 1984 unterzeichnete Fahey die Kampagne A Catholic Statement on Pluralism and Abortion, die in der New York Times erschien.

## Werke (Auswahl)
- War and the Christian Conscience:  Where Do You Stand?, Reinhold Niebuhr on Human Nature and World Peace
- A  Peace Reader: Essential Readings on War, Justice, Nonviolence and World Order
- Irenology: The Study of Peace, and Peace, War and the Christian Conscience